# 시나이산
시나이산(히브리어: הר סיני har sinai; 아람어: ܛܘܪܐ ܕܣܝܢܝ Ṭūrāʾ Dsyny; 고대 이집트어)은 전통적으로 예벨무사(아랍어: جَبَل مُوسَىٰ, 번역: 모세의 산)로 알려진 이집트 시나이반도의 산이다. 시나이산은 성경과 코란에 따르면 모세가 십계명을 받은 장소인 성경의 시내산과 같은 장소일 가능성이 있다. 오늘날 시나이 반도로 알려진 지역의 성 가타리나시 근처의 2,285 m(7,497 ft)의 보통 높이의 산이다. 이 산은 모든면에서 이 산의 부분인 산맥의 더 높은 봉우리로 둘러싸여 있다. 예를 들어서, 이 산은 2,629 m 또는 8,625 ft의 이집트에서 가장 높은 산인 캐서린산 옆에 놓여 있다.

## 위치 논란
그 당시 시나이반도는 애굽의 영토였다. 그래서, 성경의 시내산이 다른 위치라고 주장하기도 한다.

## 같이 보기
- 십계명
- 시내산